# 北陸鉄道モハ1500形電車
北陸鉄道モハ1500形電車（ほくりくてつどうモハ1500がたでんしゃ）は、かつて北陸鉄道（北鉄）に在籍していた電車。1925年（大正14年）に新製された金沢電気軌道デホニ101形の後身である。
本項では本形式を車体更新して誕生したモハ3710形についても併せて記述する。

## 車両概要
デホニ101 - 104の4両が汽車製造東京支店で新製された。なお、本形式は金沢電気軌道に吸収合併された石川鉄道が設計・発注した車両といわれ、4両とも石川線に投入された。
全長14,351mm, 全幅2,556mmの半鋼製ボギー車で、正面3枚窓の非貫通構造車体を持つ。最初期の半鋼製車らしく深い屋根と幕板の狭い腰高な車体にリベットが並ぶという、やや鈍重な外観を呈していた。形式称号が示す通り当初は荷物合造車として登場し、白菊町寄りに荷物室を備え、窓配置はB2D11D（B：荷物積卸用扉, D：客用扉）であった。荷物積卸用扉を含む全ての側扉にステップが設置され、ステップ部分の裾下がりは正面にまで回り込んでいたが、連結器周りはR形状に切り欠かかれており、その部分のみ台枠が露出した構造となっていた。
制御方式は直接制御方式とされ、主電動機は芝浦電気製造（現・東芝）製SE-102を1両当たり2基、吊り掛け式で搭載し、歯車比は3.42である。台車はJ.G.ブリル社製27MCB-2のデッドコピー製品である汽車製造製27MCB釣り合い梁式台車を装備していた。

## その後の経緯
現・北陸鉄道が合併成立した6年後の1949年（昭和24年）に行われた一斉改番においてモハニ1500形（デホニ101 - 103→モハニ1501 - 1503）と改称・改番されたが、この時点で浅野川線に転属していたデホニ104のみモハニ1300形1301と別形式に区分された。同車は後年石川総線に復帰した際本形式に統合され、モハニ1504と改番されている。1950年（昭和25年）から全車荷物室の撤去を施工し、車番はそのままに記号がモハと改められた。最初に竣工したモハ1502は乗務員室部分に狭幅の窓を設置して両端の扉を車体中央寄りへ移設し、窓配置が1D13D1と改められたが、他の3両は工程簡略化のために荷物積卸用扉を客用扉に転用し、元の客用扉1つを埋めてD15Dの窓配置となっていた。また、冬季降雪時の排雪器（スノープラウ）装着のため、正面連結器周りの切り欠きが拡大された車両が存在するが、その形状は車両によってまちまちであった。なおこの間、全車を対象に台車端梁部に鋼板による補強が加えられた他、枕バネ部の一部改造が施工され、以降本形式の台車はMCB改型と称されるようになった。

### 車体更新の施工・モハ3710形の成立

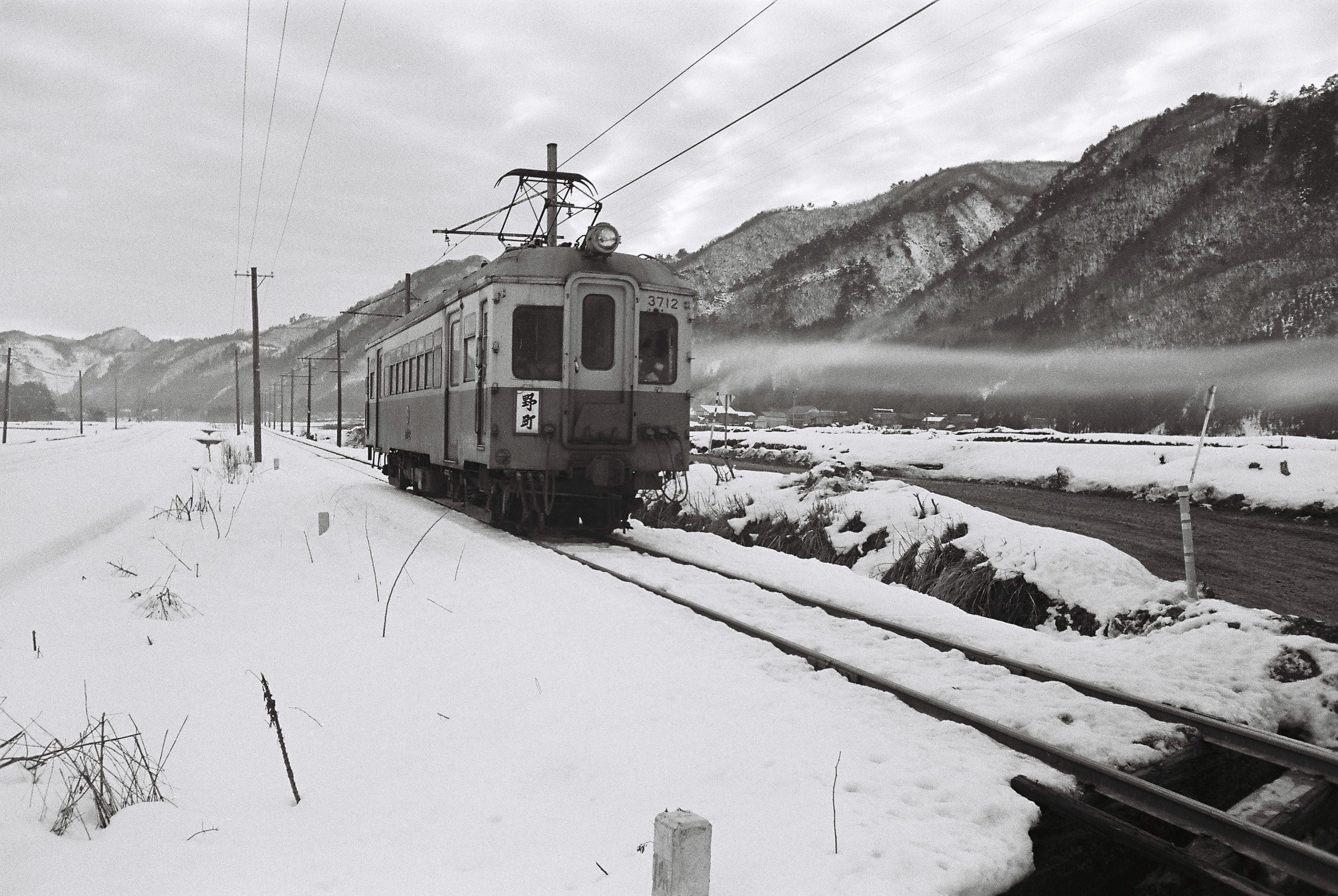
モハ3712

1963年（昭和38年）にモハ1502・1504は台枠と屋根のみを流用して自社工場で車体を新製し、モハ3020形3021・3022と改称された。新製された車体はノーシル・ノーヘッダー構造で、窓の固定支持にHゴムを多用した北鉄の標準スタイルとされ、窓配置はd1D8D1d（d：乗務員扉, D：客用扉）と改められたため、種車の面影はわずかに狭幅車体と深い屋根形状に残るのみとなっている。正面には貫通扉が設置されたが、床面高さの関係から貫通幌枠が正面屋根部に突出しているという異様な形態であった。また、モハ3021と3022では正面窓の大きさが異なっていたため、正面から受ける印象は2両で異なっていた。
主要機器については台車を含めて種車より流用しているが、制御器のみ日立製作所製MMC-L50B電動カム軸式自動加速制御器に換装されている。なお、翌1964年（昭和39年）には制御器および主電動機をモハ3700形と同一のものに換装しモハ3710形(3711・3712)と再度改称・改番された。

### 晩年
モハ1501・1503については上記車体更新を受けることなく、サハ1000形の電動車化に際して1966年（昭和41年）に台車を供出し、車番はそのままに記号がサハと改められた後、翌1967年（昭和42年）に廃車となった。
モハ3710形2両はその後も使用されたが、車体が小型であるため収容力に難があったことから、1978年（昭和53年）のモハ3740形（元名鉄モ900形）の入線に際してモハ3743・3744に主要機器を供出し、同年廃車解体された。